# Numbers from the Beast: An All Star Salute to Iron Maiden
Numbers from the Beast: An All Star Salute to Iron Maiden – tribute album z piosenkami brytyjskiej grupy heavymetalowej Iron Maiden. Został wydany 11 października 2005 celem uczczenia 25. rocznicy wydania pierwszego długogrającego albumu zespołu.
Autorem grafiki na okładce jest Derek Riggs, który wiele lat współpracował w tym zakresie z Iron Maiden.
W nagraniach brali udział m.in. członkowie takich grup jak Motörhead, Judas Priest, Black Sabbath, czy Deep Purple.

## Lista utworów oraz twórcy
| 1.  | "Run to the Hills" (Steve Harris) | 4:06  |
|     | - Robin McAuley (McAuley Schenker Group) – śpiew - Michael Schenker (Michael Schenker Group, McAuley Schenker Group) – gitara prowadząca - Pete Fletcher (Pygmy Love Circus) – gitara rytmiczna - Tony Franklin (The Firm) – gitara basowa - Brian Tichy (Billy Idol) – perkusja |       |
| 2.  | "Wasted Years" (Adrian Smith) | 5:32  |
|     | - Dee Snider (Twisted Sister) – śpiew - George Lynch (Dokken, Lynch Mob) – gitara prowadząca - Bob Kulick (Paul Stanley Band, Meatloaf) – gitara rytmiczna - Jeff Pilson (Docken, Foreigner) – gitara basowa - Jason Bonham (Foreigner) – perkusja                               |       |
| 3.  | "Wrathchild" (Steve Harris) | 3:17  |
|     | - Paul Di’Anno (Iron Maiden) – śpiew - Alex Skolnick (Testament) – gitara prowadząca - Chris Traynor (Helmet, Bush) – gitara rytmiczna - Frank Bello (Helmet, Anthrax) – gitara basowa - John Tempesta (Helmet, Testament) – perkusja                                            |       |
| 4.  | "Flight of Icarus" (Bruce Dickinson, Adrian Smith) | 4:10  |
|     | - Tim Owens (Judas Priest, Iced Earth) – śpiew - Doug Aldrich (Whitesnake, Dio) – gitara - Jimmy Bain (Dio, Rainbow) – gitara basowa - Simon Wright (Dio, AC/DC) – perkusja |       |
| 5.  | "Fear of the Dark" (Steve Harris) | 8:03  |
|     | - Chuck Billy (Testament) – śpiew - Craig Goldy (Dio) – gitara - Rickie Phillips (Styx) – gitara basowa - Mikkey Dee (Motörhead) – perkusja |       |
| 6.  | The Trooper" (Steve Harris) | 4:06  |
|     | - Lemmy Kilmister (Motörhead) – śpiew - Phil Campbell (Motörhead) – gitara - Rocky George (Fishbone, Suicidal Tendencies) – gitara - Chuck Wright (Alice Cooper, Quiet Riot) – gitara basowa - Chris Slade (AC/DC) – perkusja                                                    |       |
| 7.  | "Aces High" (Steve Harris) | 4:58  |
|     | - Jeff Scott Soto (Yngwie Malmsteen, Soul Sirkus) – śpiew - Nuno Bettencourt (Extreme, Dramagods) – gitara - Billy Sheehan (Mr. Big, Niacin) – gitara basowa - Vinny Appice (Black Sabbath, Dio) – perkusja                                                                      |       |
| 8.  | "2 Minutes to Midnight" (Bruce Dickinson, Adrian Smith) | 6:22  |
|     | - Joe Lynn Turner (Deep Purple, Rainbow) – śpiew - Ritchie Kotzen (Mr. Big, Poison) – gitara - Bob Kulick (Paul Stanley Band, Metloaf) – gitara - Tony Franklin (The Firm) – gitara basowa - Chris Slade (AC/DC, The Firm) – perkusja                                            |       |
| 9.  | "Can I Play with Madness" (Bruce Dickinson, Steve Harris, Adrian Smith) | 4:16  |
|     | - Mark Slaughter (Slaughter) – śpiew - Bruce Kulick (Kiss, Grand Funk) – gitara - Marco Mendoza (Thin Lizzy, Ted Nugent) – gitara basowa - Aynsley Dunbar (David Bowie, Whitesnake) – perkusja                                                                                   |       |
| 10. | "The Evil That Men Do" (Bruce Dickinson, Steve Harris, Adrian Smith) | 5:27  |
|     | - Chris Jericho (Wrestler WWE, Fozzy) – śpiew - Paul Gilbert (Mr. Big, Racer X) – gitara - Bob Kulick (Paul Stanley Band, Meatloaf) – gitara rytmiczna - Mike Inez (Alice in Chains, Ozzy Osbourne) – gitara basowa - Brent Fitz (Vince Neill, Union) – perkusja                 |       |
| 11. | "The Wickerman" (Bruce Dickinson, Steve Harris, Adrian Smith) | 5:10  |
|     | - John Bush (Anthrax, Armored Saint) – śpiew - Jeff Duncan (Armored Saint) – gitara prowadząca - Scott Ian (Anthrax) – gitara - Blasko (Rob Zombie) – gitara basowa - Ben Graves (Murderdolls) – perkusja - Jason C. Miller (Godhead) – podkład wokalny                          |       |
|     | | 55:27 |
|     | |       |